# Janina Klucznik
Janina Anna Klucznik (ur. 18 czerwca 1954 w Ostrzeszewie) – polska wioślarka, nauczyciel akademicki, olimpijka z Moskwy 1980.
Reprezentantka klubów KKS Warmia Olsztyn oraz AZS-AWF Warszawa. Wielokrotna (6) mistrzyni Polski w jedynce i dwójkach podwójnych. 
Uczestniczka mistrzostw świata w:
- Nottingham w roku 1975, gdzie wystartowała w czwórce ze sternikiem (partnerkami były: Mieczysława Franczyk, Aleksandra Jachowska, Aleksandra Kaczyńska, Dorota Zdanowska (sterniczka)). Polska osada zajęła 9. miejsce,
- Amsterdamie w roku 1977, gdzie wystartowała w jedynce zajmując 8. miejsce,
- Karapiro w roku 1978, gdzie wystartowała w jedynce zajmując 8. miejsce
- Bled w roku 1979 podczas których wystartowała w dwójce podwójnej (partnerką była Beata Dziadura). Polska osada zajęła 6. miejsce.

Uczestniczka mistrzostw Europy w roku 1973 podczas których wystartowała w czwórce ze sternikiem (partnerkami były: Hanna Jarkiewicz, Aleksandra Kaczyńska, Zofia Majewska, Hanna Jankowska (sterniczka)). Polska osada zajęła 8. miejsce. 
Na igrzyskach olimpijskich w 1980 roku w Moskwie wystartowała w konkurencji dwójek podwójnych (partnerką była Hanna Jarkiewicz). Polki zajęły 5. miejsce.
Po zakończeniu kariery sportowej została pracownikiem naukowym warszawskiej AWF.